# دائرة سيدي سليمان
دائرة سيدي سليمان هي إحدى دوائر إقليم سيدي سليمان، التابع لجهة الرباط سلا القنيطرة، المملكة المغربية. تضم الدائرة 6 جماعات قروية، وبلغ عدد سكانها 120422 فرداً سنة 2004 حسب الإحصاء الرسمي للسكان والسكنى. يتبع للدائرة 17 مشيخة و175 دوار.

## التقسيمات الإداريّة
تعدّ دائرة سيدي سليمان إحدى الدوائر المشكّلة لإقليم سيدي سليمان، وهو التقسيم الإداري من المستوى الرابع المعتمد في المغرب. ينقسم إقليم سيدي سليمان إلى 8 جماعات قروية تختلف من حيث السكان والمساحة، والتي بدورها تنقسم إلى مشيخات تضم عدداً من الدواوير.